# Vi tích phân
Vi tích phân (đầy đủ là vi tích phân của vô cùng nhỏ, tiếng Anh: Calculus - Infinitesimal Calculus) là một phân nhánh toán học nghiên cứu về sự thay đổi liên tục, giống cách mà hình học nghiên cứu về các hình dạng hay đại số nghiên cứu tổng quát về các phép toán.

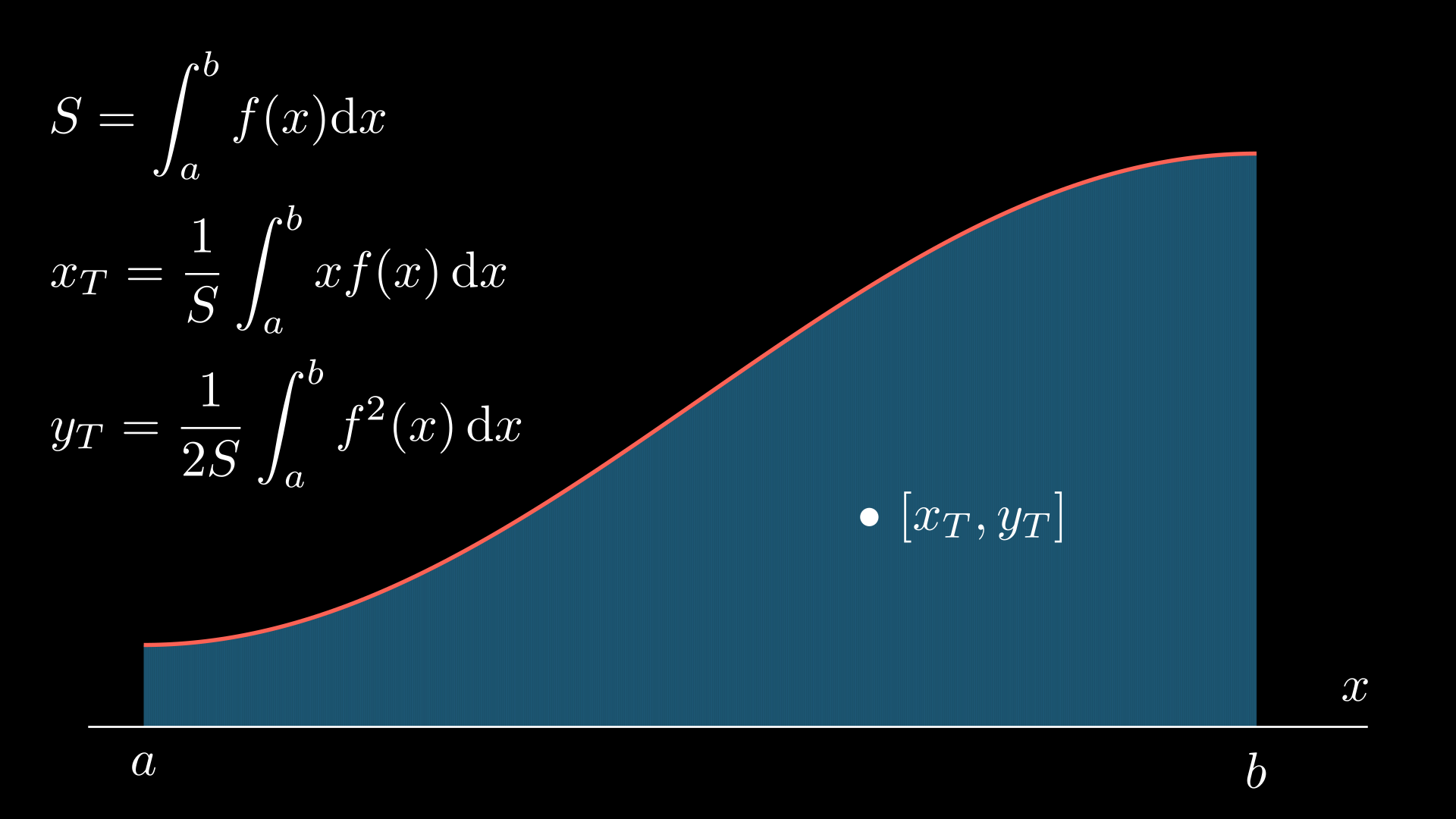
Tích phân là một nhánh con quan trọng của vi tích phân

Vi tích phân có hai phân nhánh chính là vi phân và tích phân, khi mà vi phân nghiên cứu về tốc độ thay đổi tức thì và hệ số góc của các đường cong thì tích phân quan tâm về lượng và diện tích được giới hạn bởi các đường cong. Hai nhánh này có mối quan hệ mật thiết với nhau thông qua định lý cơ bản của giải tích, đồng thời sử dụng các khái niệm cơ bản về sự hội tụ của một chuỗi vô hạn hay dãy vô hạn, được định nghĩa bởi giới hạn.
Vi tích phân được phát triển độc lập vào nửa cuối thế kỷ 17 bởi Isaac Newton và Gottfried Leibniz. Các nghiên cứu sau này, mà trong đó có định nghĩa khái niệm giới hạn giúp sự phát triển này có một nền tảng vững chắc hơn. Ngày nay, vi tích phân có nhiều vai trò quan trọng trong khoa học, kĩ thuật và khoa học xã hội.

## Từ nguyên
Trong giáo dục toán học, vi tích phân là tiền đề cơ bản để tiến tới giải tích toán học, chủ yếu ở việc nghiên cứu hàm số và giới hạn. Vi tích phân trong tiếng Anh là Calculus, lấy nguyên gốc tiếng Latinh từ calx (có nghĩa là hòn sỏi, ngày nay từ nay vẫn được sử dụng trong y học dưới dạng tương tự là calculus, ý chỉ sỏi muối khoáng trong cơ thể con người). Vì trong quá khứ, những hòn sỏi nhỏ được sử dụng để đo đạc khoảng cách, kiểm phiếu và làm các bàn tính số học, từ calculus được sử dụng với ý chỉ một phương pháp để tính toán. Với ý này, từ calculus được sử dụng trong tiếng Anh sớm nhất vào năm 1762, vài năm trước các công bố chấn động của Leibniz và Newton.
Trong tiếng Việt, từ vi tích phân là hợp của hai từ vi phân (微分 với từ "vi" chỉ sự nhỏ, từ "phân" chỉ sự phân chia) và tích phân (積分 với từ "tích" để chỉ sự tích lũy, chồng chất), cũng đồng thời là hai phân nhánh chính của ngành Vi tích phân. 

## Lịch sử
Vi tích phân hiện đại được phát triển vào thế kỳ thứ 17 tại châu Âu bởi Isaac Newton và Gottfried Leibniz (hai nhà toán học phát triển một cách độc lập và công bố lần đầu tiên trong cùng một khoảng thời gian), nhưng những tiền đề của nó đã xuất hiện ở Hy Lạp cổ đại, sau đó là Trung Quốc. Trung Đông, châu Âu trong thời kì Trung Cổ và ở Ấn Độ.

### Tiền đề cổ đại

#### Ai Cập
Các tính toán thể tích và diện tích - một trong những mục đích của tích phân - đã được tìm thấy trong các ghi chép trên giấy cói của những người Ai Cập cổ đại vào khoảng năm 1820 trước Công nguyên, tuy nhiên những công thức chỉ được chú thích đơn giản mà không đưa ra chứng minh cho nó.

#### Hy Lạp

Archimedes sử dụng phương pháp vét cạn để tính diện tích hình phẳng giới hạn bởi một parabol trong bài chính luận toán học Cầu phương của Parabola.

Nhà toán học người Hy Lạp cổ đại Eudoxus xứ Cnidus (sinh năm 390 - mất năm 337 TCN) đã đưa ra ý tưởng về phương pháp vét cạn để chứng minh công thức tính thể tích của hình nón và hình chóp, từ đó tạo thành tiền đề để các nhà toán học sau này nghiên cứu về tích phân. Phương pháp vét cạn này cũng đồng thời là một ý tưởng cho khái niệm giới hạn.
Trong thời kỳ Hy Lạp hóa, phương pháp này được phát triển hơn nữa bởi Archimedes (sinh năm 287 - mất năm 212 TCN), người đã giới thiệu cả khái niệm không thể chia - một tiền đề cho khái niệm vô cùng nhỏ - giúp ông có thể giải những bài toán mà ngày nay sử dụng tích phân. Trong cuốn Phương pháp cho các Định luật Công nghệ (tiếng Anh: The Method of Mechanical Theorems) của Ác-si-mét, ông đã mô tả việc tính toán và tìm khối tâm của một khối cầu đặc, của một khối chảo parabol cụt, và của một hình phẳng được giới hạn bởi một parabol và cát tuyến của nó.

#### Trung Quốc
Phương pháp vét cạn sau này cũng được phát triển độc lập tại Trung Quốc bởi Lưu Huy vào thế kỷ thứ 3 sau Công nguyên để tìm diện tích hình tròn. Vào thế kỷ thứ 5, Tổ Hằng cùng với cha mình là Tổ Xung Chi đã công bố một phương pháp mà sau này được gọi là nguyên lý Cavalieri để tìm thể tích của một khối cầu.